# Ардийер
Ардийе́р (фр. Ardillières) — коммуна во Франции, находится в регионе Пуату — Шаранта. Департамент коммуны — Приморская Шаранта. Входит в состав кантона Эгрефёй-д’Они. Округ коммуны — Рошфор.
Код INSEE коммуны — 17018.

## Население
Население коммуны на 2010 год составляло 792 человека.
| 1962 | 1968 | 1975 | 1982 | 1990 | 1999 | 2010 |
| ---- | ---- | ---- | ---- | ---- | ---- | ---- |
| 471  | 430  | 403  | 456  | 508  | 555  | 792  |

## Экономика
В 2010 году среди 496 человек трудоспособного возраста (15—64 лет) 386 были экономически активными, 110 — неактивными (показатель активности — 77,8 %, в 1999 году было 65,8 %). Из 386 активных жителей работали 346 человек (188 мужчин и 158 женщин), безработных было 40 (18 мужчин и 22 женщины). Среди 110 неактивных 35 человек были учениками или студентами, 42 — пенсионерами, 33 были неактивными по другим причинам.